# Fregaty rakietowe typu Iver Huitfeldt
Fregaty typu Iver Huitfeldt – seria trzech okrętów budowanych dla marynarki duńskiej. Są to obecnie najnowsze okręty duńskiej floty. Typ otrzymał nazwę na cześć Ivara (Ivera) Huitfeldta, oficera duńskiej marynarki na przełomie XVII i XVIII wieku, poległego w III wojnie północnej.

## Historia typu
Fregaty typu Iver Huitfeldt są kolejnymi duńskimi jednostkami opracowanymi w zgodzie z rodzimym systemem Standard Flex (pierwsze były okręty patrolowe typu Flyvefisken). Jest to koncepcja modułowości, w ramach której można dokonać stosunkowo łatwej wymiany uzbrojenia i wyposażenia na okręcie, aby przystosować go do wypełniania różnych zadań, zgodnie z aktualną potrzebą. W latach 2004–2005 do służby weszły okręty wsparcia typu Absalon i to ich projekt stał się podstawą nowych fregat. O ile jednak Absalony dysponują jedynie silnym uzbrojeniem obronnym, o tyle fregaty mają też znaczny potencjał ofensywny.

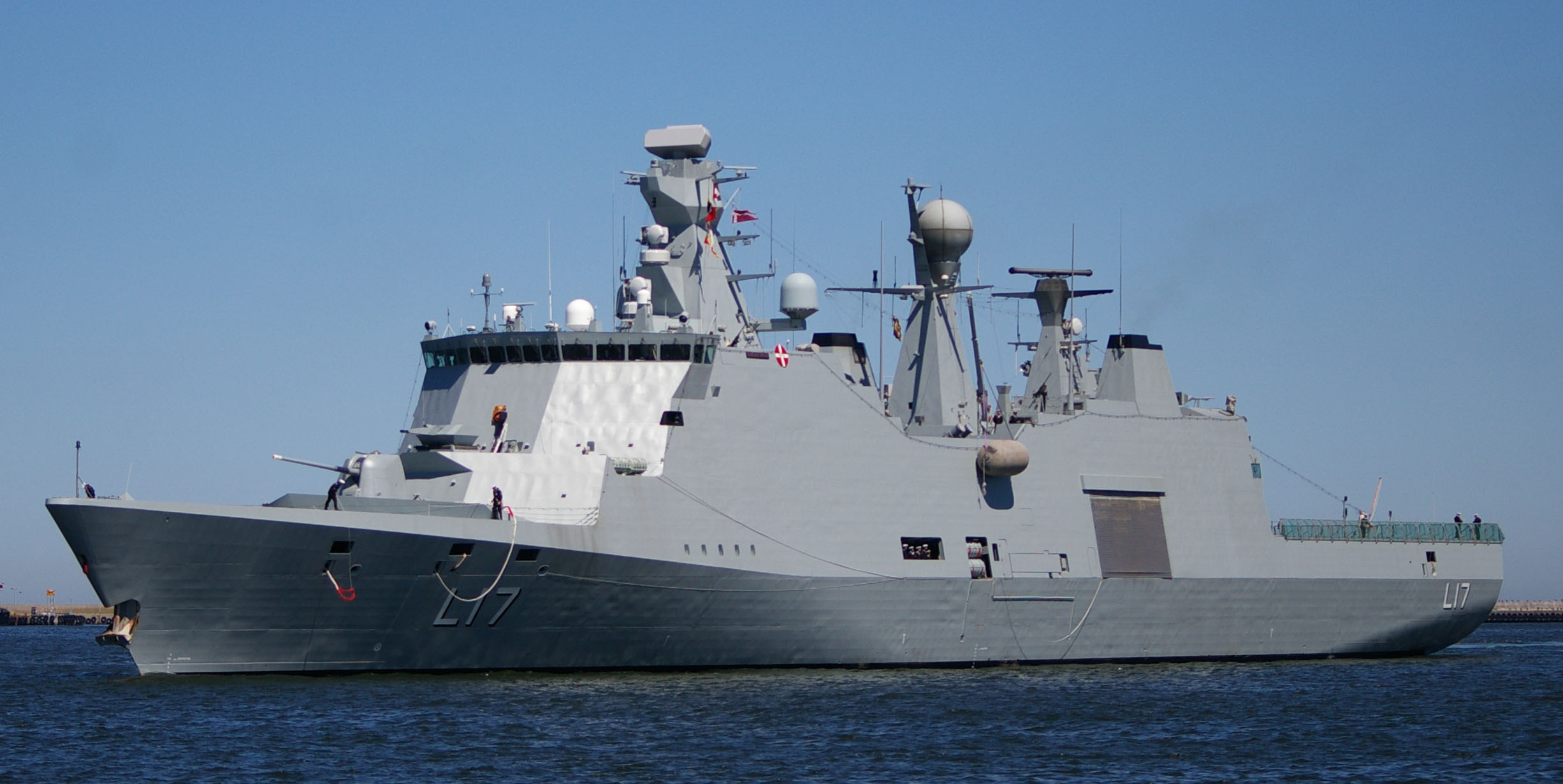
Esbern Snare typu Absalon.

Budowa pierwszej jednostki rozpoczęła się w cywilnej stoczni Odense Stålskibsværft 2 czerwca 2008 roku i jeszcze zanim pierwsza fregata została zwodowana, położono stępkę pod kolejne dwa okręty. Budowa postępowała równocześnie, etapami, w tym samym doku, wykorzystując elementy dostarczane przez podwykonawców z Litwy i Estonii. Po wodowaniu każda fregata udawała się do bazy w Korsør, gdzie dokańczano instalację wyposażenia i uzbrojenia.
Nazwy okrętów wybrano tak, aby reprezentowały trzy stulecia z historii duńskiej floty. Niels Juel to wiek XVII, Iver Huitfeldt – wiek XVIII, a Peter Willemoes – wiek XIX.

## Opis techniczny
Podobnie jak Absalony, fregaty typu Iver Huitfeldt opracowano z myślą o ograniczeniu wykrywalności w zakresie promieniowania radarowego, magnetycznego i podczerwieni, a także o maksymalnym wyciszeniu. Można je odróżnić po tym, że Huitfeldty są o jeden pokład niższe i nie mają wewnętrznego pokładu wielofunkcyjnego, a zewnętrznie – po tym, że komin przeprojektowano, aby chronić antenę radaru SMART-L.
Okręty wyposażono w radary SMART-L (wcześniej działający w pasmie L obecnie w paśmie D), o zasięgu 400 km, mogący śledzić do 1000 celów powietrznych, 100 celów morskich i APAR (radar o czterech nieruchomych antenach o zasięgu 150 km, mogący śledzić 200 celów), system Saab CEROS 200 na użytek systemów samoobrony (składa się z radaru i głowicy elektrooptycznej), radar nawigacyjny Furuno oraz sonar ATLAS ASO 94 zainstalowany w kadłubie (obecnie okręt nie posiada sonaru holowanego o zmiennym zanurzeniu, co ogranicza możliwości ZOP). Uzbrojenie skonfigurowano z myślą głównie o obronie przeciwlotniczej, toteż jego podstawę stanowią zainstalowane na śródokręciu pionowe wyrzutnie (VLS) Mk 56 dla pocisków przeciwlotniczych ESSM (36 rakiet) i Mk 41 (wyrzutnia 32 komorowa) dla SM-2 IIIA oraz, jeżeli Dania zdecyduje się na taki zakup, pocisków manewrujących RGM-109 Tomahawk. Okręty wyposażono też w wyrzutnie 16 pocisków przeciwokrętowych Harpoon i wyrzutnie torped MU90. Oprócz tego fregata dysponuje dwoma działami OTO Melara 76 mm Super Rapid o zasięgu ognia do 10 km, oraz systemem CIWS Oerlikon Millennium 35mm o maksymalnej donośności 3 km.
Napęd zapewniają cztery silniki dieslowskie MTU 8000 o mocy 8200 kW każdy, które przenoszą moc na dwie śruby o średnicy 4,3 metra i mogą rozpędzić fregatę do 28 węzłów - prędkość stała (podczas testów osiągnięto 30 węzłów). 101-osobowa załoga jest zorganizowana w cztery działy: operacyjny (32 osoby), maszynowy (32), zarządzania (20) i uzbrojenia (17). Na okrętach przygotowano jednak aż 165 miejsc do spania, z myślą o załogach śmigłowców czy kadetach (według innych źródeł dodatkowych miejsc jest 64).
Wnętrze okrętu dzieli się na siedem pokładów, szesnaście przedziałów wodoszczelnych, a zarazem sześć przedziałów zapewniających ochronę przed skutkami użycia broni ABC. Kadłub jest zabezpieczony przed detonacją ładunku wybuchowego o masie 150 kg, co zostało potwierdzone podczas testów. Fregaty są również wyposażone w pokład lotniczy z hangarem, gdzie mogą przyjąć do dwóch lekkich lub średnich śmigłowców (o masie do 20 ton), takich jak AgustaWestland AW101 lub Westland Lynx (podczas codziennej służby na okręcie stacjonuje jedna maszyna). W 2012 r. zamówiono pierwsze śmigłowce MH-60R Seahawk (łącznie 9 maszyn). 

## Lista okrętów
| Nr   | Nazwa           | Położenie stępki | Wodowanie       | W służbie od     | Zdjęcie |
| ---- | --------------- | ---------------- | --------------- | ---------------- | ------- |
| F361 | Iver Huitfeldt  | 2 czerwca 2008   | 11 marca 2010   | 21 stycznia 2011 |         |
| F362 | Peter Willemoes | 12 marca 2009    | 21 grudnia 2010 | 22 czerwca 2011  |         |
| F363 | Niels Juel      | 22 grudnia 2009  | 21 grudnia 2010 | 7 listopada 2011 |         |

## Przyszłość
Koszt budowy trzech fregat zamknął się kwotą 635 milionów euro, nie licząc ceny uzbrojenia. W 2008 roku w mediach pojawiły się informacje o możliwej budowie kolejnych jednostek dla Grecji, która zainteresowana była wzbogaceniem swojej floty o sześć nowych fregat, jednak póki co nie podjęto rozmów na ten temat. Jeżeli doszłoby do przetargu, fregaty typu Iver Huitfeldt rywalizowałyby z francuskimi fregatami typu FREMM czy hiszpańskimi typu F100 (Álvaro de Bazán).